# WWE Live aus Madison Square Garden
WWE Live from Madison Square Garden oder auch Live from MSG: Lesnar vs. Big Show genannt, war eine von WWE produzierte Live-Veranstaltung im professionellen Wrestling. Sie wurde exklusiv im WWE Network übertragen. Die Veranstaltung fand am 3. Oktober 2015 statt und wurde aus dem Madison Square Garden in New York City, New York, übertragen. Es wurde als Teil von Brock Lesnars „Go To Hell Tour“ sowie als seine Rückkehr in den Madison Square Garden in seinem ersten Match in der Arena seit seinem ursprünglichen Weggang von der Firma im Jahr 2004 gefeiert. Die Veranstaltung markierte auch den 25. Jahrestag des Debüts von Chris Jericho im professionellen Wrestling.
Bei der Veranstaltung wurden neun Matches sowie zwei Dark Matches ausgetragen. Im Main Event besiegte John Cena Seth Rollins in einem Steel Cage Match, um die WWE United States Championship zu behalten. In einem weiteren prominenten Match, um das herum die Veranstaltung beworben wurde, besiegte Brock Lesnar Big Show. In der Pre-Show besiegte Kevin Owens Chris Jericho, um die WWE Intercontinental Championship zu behalten, und The Dudley Boyz (Bubba Ray Dudley und D-Von Dudley) besiegten die WWE Tag Team Champions The New Day (Big E und Kofi Kingston) durch Disqualifikation, wodurch The New Day ihren Titel behielten.
Live from Madison Square Garden war ursprünglich als eine von der WWE produzierte, nicht im Fernsehen übertragene House Show geplant. Durch die Fehde zwischen Brock Lesnar und dem Undertaker, die in den Match beim Hell in a Cell Pay-per-View später im selben Monat, entschied sich WWE, die Veranstaltung als WWE Network-exklusives Special zu übertragen.
Die Match Card bestand aus neun Kämpfen, darunter zwei in der Pre-Show.
Brock Lesnar vs. Big Show
Bei der Veranstaltung trat Brock Lesnar in einem Match gegen Big Show an. Es war das erste Match von Lesnar im Madison Square Garden seit WrestleMania XX im März 2004. Lesnar und  Big Show hatten zuvor im Januar 2014 eine Fehde, nachdem Show Lesnar in der Raw-Folge vom 6. Januar konfrontiert hatte. Es kam zu einer kurzen physischen Konfrontation zwischen den beiden, die den Beginn einer Fehde darstellte, die beim Royal Rumble 2014 beigelegt wurde, da er bei der Show gegen Lesnar verlor, nachdem er vor Beginn des Matches mit zahlreichen Stahlstühlen brutal angegriffen wurde.
Seth Rollins vs. John Cena
In der Raw-Folge vom 27. Juli forderte United States Champion John Cena den WWE World Heavyweight Championship Seth Rollins heraus, doch The Authority (Triple H und Stephanie McMahon) setzten stattdessen ein Match zwischen den beiden um Cenas United States Championship an. Cena gewann das Match durch Submission, wobei Rollins Cenas Nase brach. Rollins forderte Cena daraufhin zu einem Winner Takes All-Match beim SummerSlam heraus, das Cena annahm. Rollins gewann das Match, als Gastmoderator Jon Stewart in Rollins’ Namen eingriff. Bei Night of Champions besiegte Cena Rollins, um die United States Championship zurückzuerobern. In der folgenden Nacht bei Raw besiegte Cena Rollins in einem Rückkampf um den Titel.
Dolph Ziggler vs. Rusev
Dolph Ziggler und Rusev hatten 2015 eine andauernde Fehde, die darauf zurückgeht, dass Ziggler eine romantische Beziehung mit Lana, Rusevs ehemaliger Managerin und Frau, einging. Die beiden kämpften bis zu einem Countout beim SummerSlam. In einem Rematch bei Raw am 31. August gewann Ziggler durch Disqualifikation, nachdem Rusevs neue Freundin Summer Rae eingegriffen hatte. Ziggler besiegte Rusev bei Night of Champions, um ihre Fehde zu beenden.
| US-Rolle       | Name                     |
| -------------- | ------------------------ |
| Kommentatoren  | Rich Brennan             |
| Kommentatoren  | John "Bradshaw" Layfield |
| Kommentatoren  | Byron Saxton             |
| Ringsprecherin | Eden Stiles              |

Die Veranstaltung begann mit Randy Orton und Dolph Ziggler gegen Sheamus und Rusev. Am Ende führte Ziggler einen Superkick auf Sheamus aus, woraufhin Orton einen RKO ausführte, um das Match zu gewinnen.
Als Nächstes trat Neville gegen Stardust an. Neville verpasste Stardust einen Red Arrow und gewann damit das Match.
Danach stand Team Bella (Nikki Bella, Brie Bella und Alicia Fox) Team PCB (Paige, WWE Divas Champion Charlotte und Becky Lynch) gegenüber. Nikki führte eine Rack Attack auf Paige aus, um das Match für Team Bella zu gewinnen.
Im vierten Match verteidigte Kevin Owens die Intercontinental Championship gegen Chris Jericho. Am Ende versuchte Jericho, die Walls of Jericho anzuwenden, aber Owens stach Jericho ins Auge und besiegte Jericho mit einem Roll-up, um den Titel zu behalten.
Im fünften Match verteidigten The New Day (Big E und Kofi Kingston) die WWE Tag Team Championship gegen The Dudley Boyz (Bubba Ray Dudley und D-Von Dudley). Am Ende führten The Dudley Boyz einen 3D auf Kingston aus, doch Xavier Woods griff ein. Somit gewannen die Dudley Boyz durch Disqualifikation, aber The New Day behielten den Titel. Nach dem Match warfen The Dudley Boyz Woods mit einem 3D durch einen Tisch.
Im vorletzten Match trat Brock Lesnar (in Begleitung von Paul Heyman) gegen Big Show an. Während des Matches führte Big Show drei Chokeslams gegen Lesnar aus und erzielte damit einen Nearfall. Das Match endete, als Lesnar vier German Suplexes und einen F5 auf Big Show ausführte, um das Match zu gewinnen.

## Hauptveranstaltung
Im Hauptkampf verteidigte John Cena die United States Championship gegen den WWE World Heavyweight Champion Seth Rollins in einem Steel Cage Match. Als Cena im Höhepunkt eine Attitude Adjustment versuchte, konterte Rollins mit einem Tiefschlag. Rollins versuchte, aus dem Käfig zu klettern, doch dann erschien Kane und zwang Rollins, wieder hineinzuklettern. Als Rollins dann einen Frog Splash von der Spitze des Käfigs auf Cena versuchte, wich Cena aus und führte eine Attitude Adjustment auf Rollins aus, um den Titel zu behalten. Nach dem Match führte Kane einen Chokeslam und einen Tombstone Piledriver auf Rollins aus.
| #                                    | Ergebnisse | Bestimmungen                                            | Zeiten |
| ------------------------------------ | --- | ------------------------------------------------------- | ------ |
| 1D                                   | Zack Ryder besiegte Bo Dallas | Einzelmatch                                             | –      |
| 2D                                   | Mark Henry besiegte Brad Maddox | Einzelmatch                                             | 0:25   |
| 3                                    | Dolph Ziggler und Randy Orton besiegten Rusev und Sheamus (mit Summer Rae)                                                                        | Tag-team-match                                          | 9:00   |
| 4                                    | Neville besiegte Stardust | Einzelmatch                                             | 7:20   |
| 5                                    | Team Bella (Alicia Fox, Brie Bella und Nikki Bella) besiegten Team PCB (Becky Lynch, Charlotte und Paige)                                         | Six-Woman-Tag-Team-Match                                | 8:35   |
| 6                                    | Kevin Owens (c) besiegte Chris Jericho | Einzelmatch für die WWE Intercontinental Championship   | 8:10   |
| 7                                    | The Dudley Boyz (Bubba Ray Dudley und D-Von Dudley) besiegten The New Day (Big E und Kofi Kingston) (mit Xavier Woods) (c) durch Disqualifikation | Tag-Team-Match für die WWE Tag Team Championship        | 6:40   |
| 8                                    | Brock Lesnar (mit Paul Heyman) besiegte Big Show                                                                                                  | Einzelmatch                                             | 4:05   |
| 9                                    | John Cena (c) besiegte Seth Rollins | Steel-Cage-Match für die WWE United States Championship | 22:43  |
| \| D \| – dies war ein Dark Match \| | |                                                         |        |
| D                                    | – dies war ein Dark Match |                                                         |        |